# Paul Giacobbi (homme politique, 1957)
Pour les articles homonymes, voir Giacobbi et Paul Giacobbi.
Paul Giacobbi, né le 4 juin 1957 à Courbevoie, est un homme politique français, divers gauche. Il est député français pour la 2e circonscription de la Haute-Corse de 2002 à 2017 et président du conseil exécutif de Corse de 2010 à 2015. Il est condamné en 2018 pour détournement de fonds publics dans le cadre de l'affaire des gîtes ruraux de Haute-Corse.

## Biographie

### Jeunesse et études
Issu d'une famille radicale-socialiste (la famille Giacobbi), il est le fils de l'ancien député et sous-secrétaire d'État François Giacobbi, et le petit-fils de Paul Joseph Marie Giacobbi qui fut ministre après-guerre et sous la IVe République, lui-même fils de Marius Giacobbi, qui fut également député et sénateur pour la Corse, et petit-fils de l'avocat et écrivain Joseph Marie Giaccobi. Sa femme est d'origine indienne, née à Calcutta.
Élève aux lycées Louis-le-Grand et Henri-IV, il obtient son baccalauréat et intègre l'Institut d'études politiques de Paris. Diplômé (promotion 1979, section Service Public), il y prépare le concours de l'École nationale d'administration, où il est admis en 1980 dans la promotion Henri-François d'Aguesseau.

### Parcours professionnel
En 1982, Paul Giacobbi sort de l'ENA dans le corps des administrateurs civils. Il entre au ministère de l'Urbanisme et du Logement comme chef du bureau des sites à la direction de l'urbanisme et des paysages. 

### Parcours politique
Un an plus tard, membre du Parti radical de gauche (PRG), il est élu maire de Venaco. 
Il quitte le ministère de l'Urbanisme en 1986, année à partir de laquelle il siège à l'Assemblée de Corse. En 1988, le nouveau ministre du Commerce et de l'Artisanat, le radical François Doubin, l'appelle à ses côtés comme conseiller technique jusqu'en 1990, puis il devient de 1991 à 1996, secrétaire général de l'Entreprise industrielle. En parallèle, de 1992 à 1998, il est conseiller exécutif et président de l'Office de l'environnement de la Corse. Il quitte la présidence du conseil général le 14 octobre 2010.
Émile Zuccarelli, nommé en 1997 ministre de la Fonction publique, de la Réforme de l'État et de la Décentralisation, l'appelle dans son cabinet comme conseiller. Le canton de Venaco l'envoie siéger la même année au conseil général de Haute-Corse dont il prend la présidence le 22 mars 1998. Il devient alors président de la commission urbanisme à l'Assemblée des départements de France (ADF).
Quand Émile Zuccarelli quitte son ministère en 2000, Paul Giacobbi est chargé de mission au Conseil général des ponts et chaussées. Il quitte ces fonctions quand il est élu député dans la 2e circonscription de la Haute-Corse lors des élections législatives de 2002. Il est réélu en 2007. Apparenté au groupe socialiste, radical, citoyen et divers gauche, il devient secrétaire de l'Assemblée nationale.
Il se présente aux élections territoriales de 2010 de Corse. Au second tour, il réussit l'union de la gauche sur l'île de Beauté. Sa liste arrive en tête avec 36,62 % (52 661 votes). Il réalise son plus haut score en Haute-Corse avec près de 40 % contre 30 % en Corse-du-Sud. C'est aussi la première fois, depuis sa création, que l'Assemblée de Corse passe à gauche.
Il est réélu en 2012 député dans la 2e circonscription de la Haute-Corse avec 64,34 % des voix exprimées. À la suite de mésententes avec Jean-Michel Baylet, président du PRG, il quitte ce parti à la fin de l'été 2014. Il soutient Emmanuel Macron dès le premier tour de l'élection présidentielle de 2017 et assiste à son investiture au palais de l'Élysée,.
Franc-maçon, il est membre de la Grande Loge de France (GLDF),.

## Affaires judiciaires
Paul Giacobbi est impliqué dans plusieurs affaires politico-financières et suspecté d'avoir mis en place autour de lui un système politique clientéliste. 

### Affaire des gîtes ruraux
Entre 2008 et 2011, le conseil général de la Haute-Corse, alors présidé par Paul Giacobbi, verse 480 000 euros de subventions frauduleuses, ce qui donne lieu à l'affaire des gîtes ruraux de Haute-Corse. Le 25 janvier 2017, en première instance, il est condamné pour détournement de fonds publics à trois ans de prison ferme, cinq ans d’inéligibilité et 100 000 euros d’amende. Le 9 mai 2018, la cour d'appel de Bastia ramène la peine à trois ans de prison avec sursis, cinq ans d'inéligibilité et 25 000 euros d'amende. La Cour de cassation rejette son pourvoi le 17 avril 2019.

### Dépenses injustifiées au conseil exécutif de Corse
Il est en outre mis en examen depuis juin 2017 pour avoir validé des emplois présumés fictifs et pour des « dépenses somptuaires injustifiées » lorsqu'il était à la tête du conseil exécutif de Corse.

## Détail des mandats et fonctions
- 14 mars 1983 - 19 mars 1989 : maire de Venaco (Haute-Corse)
- 17 mars 1986 - 30 juin 2002 : membre de l'Assemblée de Corse
- 20 mars 1989 - 18 mars 2001 : maire de Venaco
- 23 mars 1992 - 15 mars 1998 : conseiller exécutif de l'Assemblée de Corse
- 27 avril 1997 - 22 mars 1998 : membre du conseil général de la Haute-Corse
- 22 mars 1998 - 14 octobre 2010 : président du conseil général de la Haute-Corse
- 19 juin 2002 - 20 juin 2017 : député pour la 2e circonscription de la Haute-Corse
- 29 mars - 8 avril 2004 : membre de l'Assemblée de Corse
- 25 mars 2010 - 17 décembre 2015 : président du Conseil exécutif de Corse